# Keve Hjelm
Pour les articles homonymes, voir Hjelm (homonymie).
Keve Hjelm est un acteur, réalisateur et metteur en scène suédois, né le 23 juin 1922 à Gnesta et mort le 3 février 2004 à Stockholm.

## Filmographie
Sauf indication contraire, les informations mentionnées dans cette section peuvent être confirmées par les bases de données cinématographiques  présentes dans la section « Liens externes ».

### Acteur
- 1950 : La Fille aux jacinthes de Hasse Ekman : Stefan Brink
- 1951 : La Belle Hélène (Sköna Helena) de Gustaf Edgren
- 1963 : Le Quartier du corbeau de  Bo Widerberg : le père d'Anders
- 1965 : Amour 65 de Bo Widerberg : Keve, le réalisateur
- 1966 : Jeux de nuit de Mai Zetterling : Jan adulte
- 1967 : Livet är stenkul de Jan Halldoff
- 1967 : Roseanna de Hans Abramson : Martin Beck
- 1968 : Noces suédoises d'Åke Falck (en)
- 1969 : Comme la nuit et le jour de Jonas Cornell
- 1970 : Poupée d'amour de Mac Ahlberg
- 1971 : Faire l'amour : De la pilule à l'ordinateur ou L'Amour au féminin de Jean-Gabriel Albicocco, Thomas Fantl, Sachiko Hidari et Gunnar Höglund
- 1971 : Les Gémeaux (Bröder Carl) de Susan Sontag : Martin, chorégraphe
- 1976 : Hallo Baby de Johan Bergenstråhle
- 1983 : Svarte fugler de Lasse Glomm
- 1992 : Les Meilleures Intentions de Bille August : Fredrik Bergman